# Creolimax fragrantissima
Creolimax fragrantissima (synonym Ichthyophonida sp. fragrantissima) ist eine Spezies (Art) einzelliger Protisten, die eine phylogenetische Schlüsselposition für das Verständnis des Ursprungs der Tiere einnimmt. Sie wurde aus dem Verdauungstrakt einiger wirbelloser Meerestiere, hauptsächlich Spritzwürmern (Gattung Sipuncula) im Nordostpazifik, isoliert.
C. fragrantissima ist die einzige Art in ihrer Gattung Creolimax.

## Erstbeschreibung
Die Art Creolimax fragrantissima wurde zusammen mit ihrer monotypischen Gattung 2008 von Wyth L. Marshall, Gail J. Celio, David Jordan McLaughlin und Mary L. Berbee erstbeschrieben.

## Kultivierung

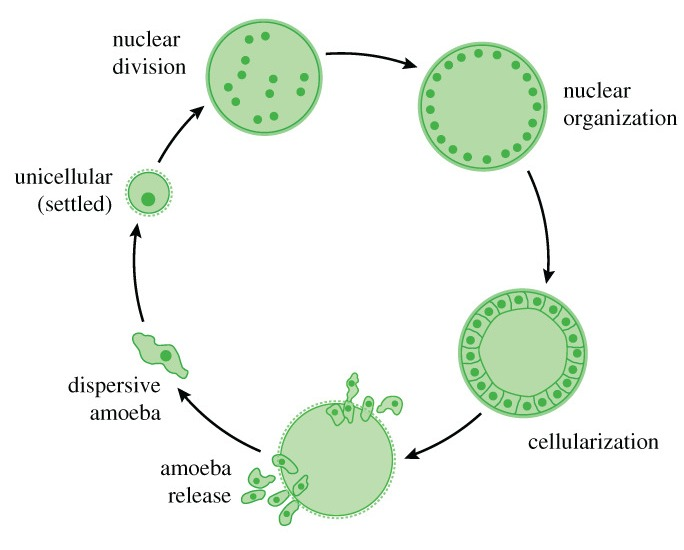
Lebenszyklus von C. fragrantissima

Creolimax fragrantissima ist eine der wenigen Ichthyosporea-Arten, die kultivierbar sind.
Sie kann im Labor leicht durch Zyklen ungeschlechtlicher Vermehrung gezüchtet werden. Jeder Zyklus besteht aus zwei Phasen: Zunächst einer Wachstumsphase mit unbeweglichen Zellen, die mehrere Kerne, eine Zellwand und eine große zentrale Vakuole enthalten.
Auf dieses Stadium folgt die Freisetzung von beweglichen („motilen“) amöboiden Zellen, die einen einzelnen Kern haben und sich nicht teilen.
Die Charakterisierung dieser beiden Stadien kann dazu beitragen, die Entwicklung spezifischer Zelltypen in mehrzelligen Tieren aufzuklären.

## Genetik
Darüber hinaus hat sich gezeigt, dass Creolimax fragrantissima ein komplexes Genregulationssystem nutzt, das lange nicht-kodierende RNAs und alternatives Spleißen mit Unterdrückung von Exons (alternatives Spleißen mit Exon-Skipping) umfasst. Dies wird normalerweise mit mehrzelligen Tieren (Metazoa) in Verbindung gebracht.
Sequenziert wurden insbesondere die Gene (mRNAs) für die Proteine Dicer, Drosha und  Pasha (aus einer Kultur, an der Universität Oslo)

## Modellorganismus
Aufgrund ihrer Bedeutung und Kultivierbarkeit gilt Creolimax fragrantissima als Modellorganismus.

## Systematik
Creolimax wird zu den Ichthyosporea klassifiziert, dem ältesten verzweigten („basalen“) Stamm der Holozoa.

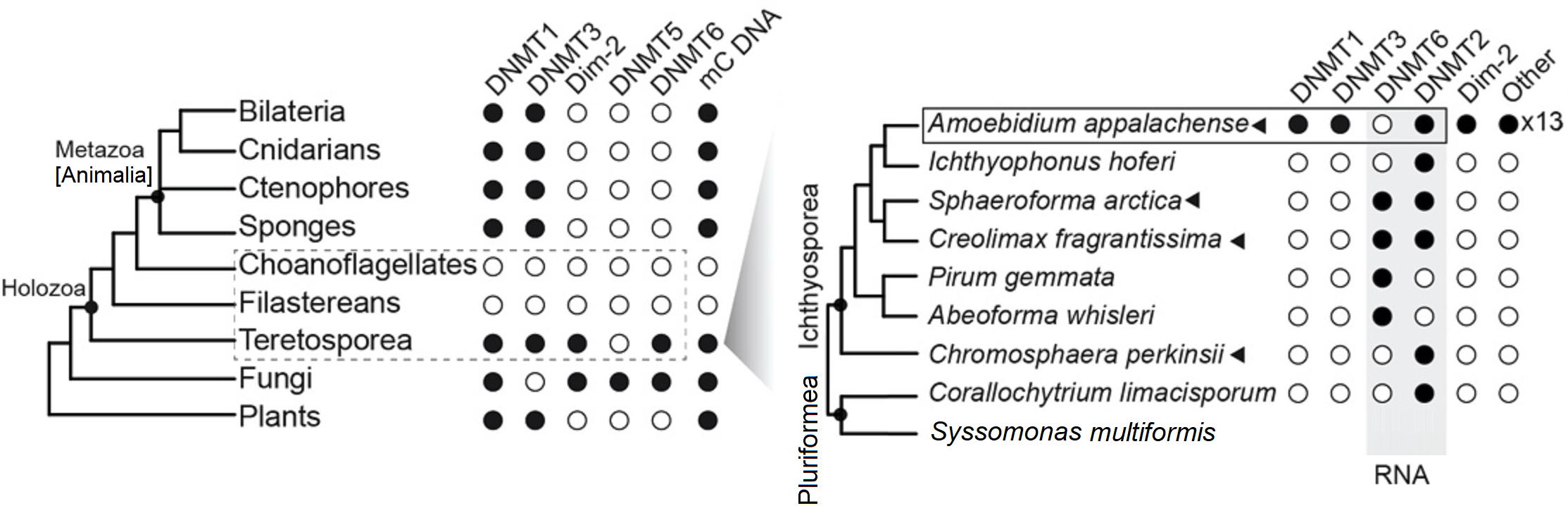
Verteilung der DNA-Methyltransferasen (DNMTs) in Eukaryonten und insbesondere in Ichthyosporea & Pluriformea (syn. Corallochytrea: Corallochytrium+Syssomonas) unter Annahme der Teretosporea-Hypothese, dass diese beiden Gruppen eine gemeinsame Klade bilden – andere Phylogenien sehen die Pluriformea näher bei den Choanoflagellata und Metazoa. Schwarze Punkte zeigen vorhandene und weiße Punkte fehlende DNMTs an.

## Stämme
- Stamm fragrantissima – Gegenstand der Erstbeschreibung[2]
- Stamm ATCC PRA-284[1] – 2023 von Schultz et al. benutzter Stamm zur Aufklärung der stammesgeschichtlichen Stellung der Rippenquallen (Ctenophora).[8]
- Stamm CCCM101[1] – Wirt: Phascolosoma agassizii (Spritzwürmer: Phascolosomatidae), Kanada[1]